# Kara Winger
Kara Estelle Winger (nacida Kara Estelle Patterson, Seattle, 10 de abril de 1986) es una deportista estadounidense que compite en atletismo. Ganó una medalla de plata en el Campeonato Mundial de Atletismo de 2022, en la prueba de lanzamiento de jabalina.

## Palmarés internacional
| Campeonato Mundial | Campeonato Mundial      | Campeonato Mundial | Campeonato Mundial |
| Año                | Lugar                   | Medalla            | Prueba             |
| ------------------ | ----------------------- | ------------------ | ------------------ |
| 2022               | Eugene (Estados Unidos) | Medalla de plata   | Jabalina           |